# Maria Kanaval
Maria Kanaval (în belarusă Мария Коновал n. 19 martie 1997, în Ragaciou) este o handbalistă din Belarus care evoluează pe postul de intermediar stânga pentru clubul românesc HC Dunărea Brăila și echipa națională a Belarusului.

## Palmares
- Liga Campionilor:
  - Calificări: 2014, 2015, 2016

- Cupa Cupelor:
  - Turul 3: 2014, 2015, 2016

- Liga Europeană:
  - Locul IV (Turneul Final Four): 2024
  - Sfertfinalistă: 2021

- Cupa EHF:
  - Turul 3: 2018
  - Turul 2: 2019
  - Turul 1: 2017

- Cupa Challenge:
  - Turul 3: 2020

- Campionatul Belarusului:
  -  Câștigătoare: 2015, 2018
  -  Medalie de argint: 2016, 2017, 2019, 2020

- Cupa Belarusului:
  -  Câștigătoare: 2018
  -  Finalistă: 2015, 2016, 2017, 2019

- Cupa României:
  -  Finalistă: 2024
  -  Medalie de bronz: 2023

- Supercupa României:
  -  Medalie de bronz: 2023

## Performanțe individuale
- Cel mai bun intermediar stânga din Campionatul Belarusului: 2020;[5]